# Budince
Budince (in ungherese Budaháza, in tedesco Christelhausen) è un comune della Slovacchia facente parte del distretto di Michalovce, nella regione di Košice.